# Cratere Zöllner

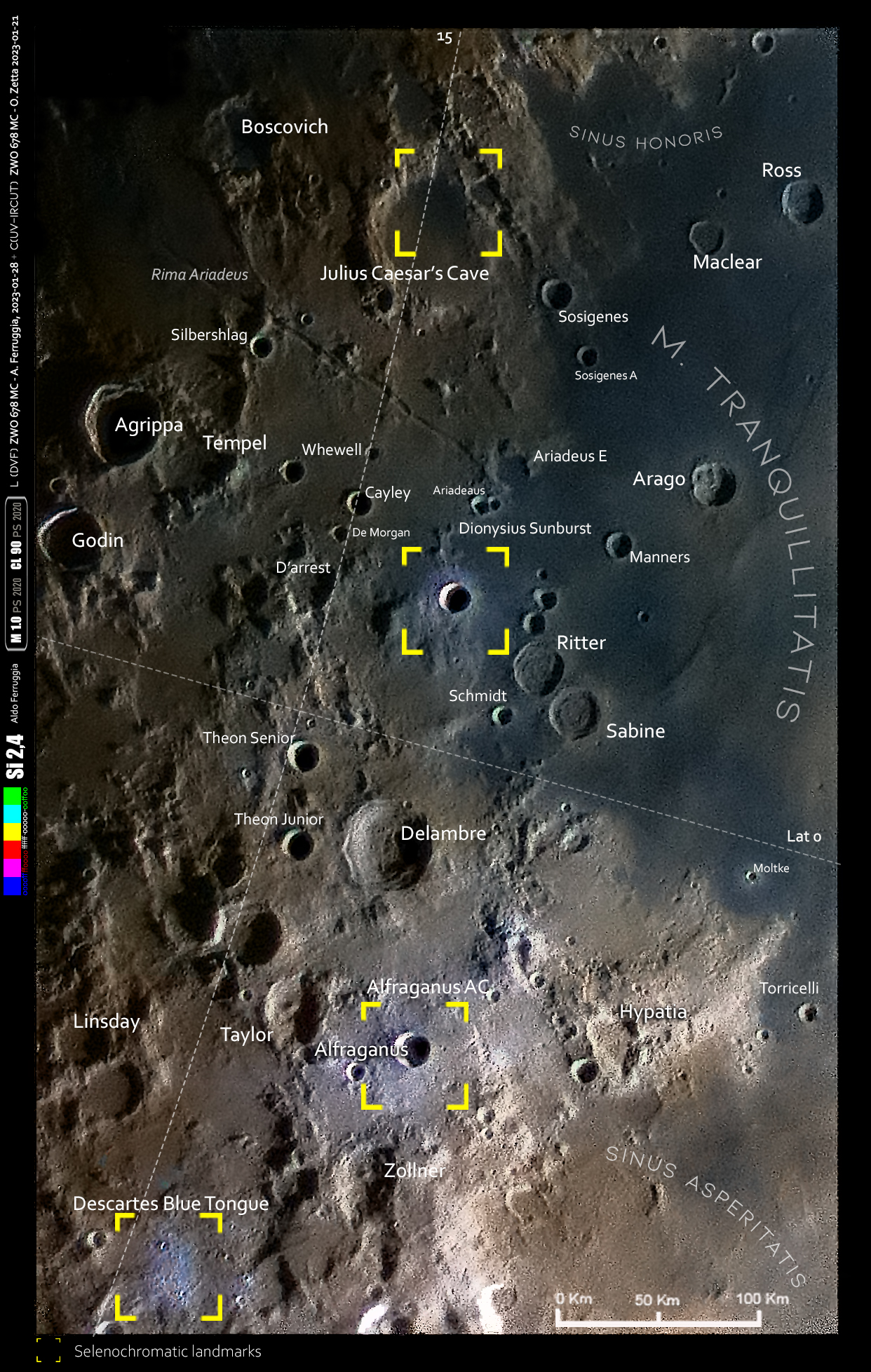
Il cratere (in basso) con le strutture vicine in una Immagine Selenocromatica(Si)

Zöllner è un cratere lunare intitolato all'astrofisico tedesco Johann Karl Friedrich Zöllner. Si trova a ovest del Sinus Asperitatis. A nord si trova il più piccolo cratere Alfraganus e verso nordovest si estende l'ellittico cratere Taylor. A sudest dello Zöllner si trova il più piccolo cratere Kant.
Il bordo del cratere Zöllner forma un ovale irregolare, orientato in direzione nord-sud. La parete è bassa e consumata, con una depressione simile ad un cratere contigua al bordo sudorientale. Il fondo stretto presenta ancora un'altura centrale.
La zona di atterraggio dell'Apollo 16 si trova a circa 80 chilometri a ovest-sudovest del bordo del cratere.

## Crateri correlati
Alcuni crateri minori situati in prossimità di Zöllner sono convenzionalmente identificati, sulle mappe lunari, attraverso una lettera associata al nome.
| Zöllner | Latitudine | Longitudine | Diametro |
| ------- | ---------- | ----------- | -------- |
| A       | 7,1° S     | 21,5° E     | 7 km     |
| D       | 8,3° S     | 17,7° E     | 24 km    |
| E       | 8,9° S     | 18,3° E     | 6 km     |
| F       | 7,5° S     | 21,9° E     | 25 km    |
| G       | 7,3° S     | 20,8° E     | 10 km    |
| H       | 7,1° S     | 19,2° E     | 8 km     |
| J       | 6,2° S     | 20,7° E     | 11 km    |
| K       | 6,5° S     | 20,8° E     | 7 km     |